# Sinucello della Rocca
Pour les articles homonymes, voir Della Rocca.
Titres
Comte de Corse
1264 – 1304
Seigneur de la Rocca
? – 1304
Giudice de Cinarca (Ghjudice di Cinarca en corse), de son vrai nom Sinucello della Rocca (Sinucellu en corse), était une personnalité médiévale corse. Il est la charnière entre les figures légendaires que sont Ugo Colonna et Arrigo bel Messer (IXème-XIème siècles) et la réalité documentée du XIIIème.
Né durant la première partie du XIIIème siècle, il prit le parti de la république de Gênes, puis devint comte de Corse. Il mourut à Gênes en 1304.

## Biographie
Issu de la famille des Hobereaux de Cinarca (descendants de Cinarco, fils du mythique Ugo Colonna selon le chroniqueur du XVe siècle Giovanni della Grossa) qui contrôlaient la presque totalité du sud de la Corse, Sinucello della Rocca, plus connu sous le nom de Giudice de Cinarca, est une figure médiévale emblématique de l'histoire de cette île.

## Selon la Chronique de Giovanni della Grossa
Sinucello serait né en 1213. Il est le fils de Guglielmu de Cinarca, tué par ses neveux le jour des obsèques de son frère Guido, un partisan zélé de Gênes. Sinucello s'engage alors dans l'armée de la république de Pise, et reçoit à 24 ans le titre de Giudice (c'est-à-dire de magistrat suprême, selon la tradition des judicats sarde), pour avoir défendu les Pisans des Français, ainsi que la charge de soumettre l'ensemble de la Corse ; ce qu'il aurait fait très vite.
Les Génois, unis aux seigneurs du Cap-Corse et à ceux de Sant-Antonino, forcèrent Sinucello à lever le siège du château de la Catena, où Arrigo et Guido, fils d'Arriguccio, tenaient encore ; mais Giudice, après les avoir harcelés pendant quelque temps, saisissant une occasion favorable, les tailla en pièces. S'il faut en croire Filippini, il souilla sa victoire par une action atroce : après avoir fait arracher les yeux à tous les morts sur le champ de bataille, il fit saler et placer dans des barils ces horribles dépouilles qu'il envoya à Gênes.
Ayant déclenché une guerre civile pour venger son père assassiné, il se conduisit en véritable souverain à partir de 1260. Devenu de facto comte de Corse, Sinucello della Rocca fait régner la paix et la justice dans le pays qu'il administre et où il crée un nouveau système fiscal. Il se rallie la population de l'île, mais s'attire l'inimitié de certains seigneurs locaux, desquels il avait restreint les pouvoirs.
De 1258 à 1290, il n'a de cesse de jurer fidélité tantôt à Gênes, tantôt à Pise, et en 1299, irritées, les deux républiques finissent par signer un accord stipulant son bannissement.
Trahi par un fils illégitime, il fut capturé puis emprisonné à Gênes, où il mourut en 1304.

## Selon l'historiographie
Simoncello della Rocca (Giudice di Cinarca), fils de Goglielmo della Rocca et de dame Finidora de Covasina, serait né dans la première moitié du XIIIème siècle.
Contrairement à ce qu'en dit la chronique, des études récentes laissent à penser que Giudice aurait été un soutien de Gênes, là où les seigneurs du Nord auraient plus été pro-pisans,.
Ainsi, en 1258, Giudice est fait chevalier par le « Capitano del popolo » (Capitaine du peuple) de Gênes, Guglielmo Boccanegra (le titre de doge n’existe pas encore à Gênes avant 1339).
Cet acte d’alliance offrira une nouvelle revendication de l’ile pour Gênes.
Au fil des années, Giudice solidifie son pouvoir dans l’ile.
En 1264, il convoque une vedutta à la cathédrale de la Canonica de l’évêché de Marianna.
Il obtient alors la Bachetta (rameau d’arbousier), symbolisant son titre de Comte de Corse et ses droits de haute et basse justice dans l'ile.
Il se déclare également Seigneur de Corse, et réussi à se concilier les seigneurs pro-pisans du Nord.
En 1269, Giudice doit fuir à Gênes en raison d’une expédition pisane, mais revient en 1270 et récupère sa seigneurie avec le soutien de la cité ligure.
Ainsi, la situation évolue de seigneurs voulant se servir de l’appui d’une puissance externe dans leurs affaires locales à des seigneurs qui deviennent un rouage dans la lutte entre puissances.
En 1273, il aurait combattu pour défendre Gênes lors du siège que lui fait Charles d’Anjou.
La cité ligure profite pleinement de son alliance avec le seigneur corse pour fonder Castello Lombardo en 1272, étendre le territoire de Bonifacio (1277) et accaparer le contrôle du Castello de Calvi (1278).
Mais commencent à poindre des tensions entre Giudice et Gênes, avant que n'arrive la rupture en 1282-1283. Le seigneur corse fait alors le choix de prendre le parti de Pise et de harceler la colonie de Bonifacio.
Cela donne un casus belli pour un conflit direct entre les deux républiques marchandes. La bataille de la Meloria de 1284 est ainsi une conséquence du retournement d’alliance de Giudice vers l’année 1282, c’est du moins le prétexte pour que Pisa et Gênes reprennent les hostilités.
À la suite de cette défaite, particulièrement sur la période 1289 à 1300, Giudice bataille dans l’ile sans soutien extérieur mais tient en respect Gênes, malgré la perte du nord de l’ile. Ceci est confirmé par la convocation des seigneurs de Casinca et Ampugnani par Luccheto Doria (aout 1289), en l'église San Pancraziu, exigeant leurs soumission ou la guerre.
Giudice finit par se faire trahir par ses fils illégitimes, qui le livrent à la république en échange de garanties sur leurs domaines.
Il meurt ainsi en 1304 dans une geôle de Gênes, après près de 50 ans de règne sur l’ile. Son œuvre d'unification ne lui survivra pas.

## Postérité dynastique et politique
Sinucello laisse six filles, toutes mariées à des seigneurs corses, un fils mort en bas âge (Contuccio) et quatre fils illégitimes qui se partagent ses domaines :
- Arriguccio della Rocca, grand-père d'Arrigo della Rocca ;
- Salnese d'Istria , arrière-grand-père de Vincentello d'Istria, d'où la famille d'Istria ;
- Arrigo d'Attallà, dit Strambo ;
- Ugolino della Punta.

Sa volonté de créer une unique seigneurie de Corse, comme elle le fut durant le temps du mythique Ugo Colonna, sera la ligne directrice des seigneurs de l’ile passé Giudice.
S’appuyant à l’occasion à des puissances étrangères pour obtenir du soutien en hommes et argent, mais cherchant toujours à maintenir l’indépendance de leurs domaines.
L’échec de sa tentative de seigneurie unique marque un recul dans la dynamique de la société insulaire ; ne pouvant bénéficier d’un « prince » pour aider à son développement économique et institutionnel, comme le feront les seigneuries de Terra firma, et limiter les excès de la noblesse envers les laboratores.